# Cima Tre Vescovi
Cima Tre Vescovi – szczyt w Alpach Pennińskich, części Alp Zachodnich. Leży w północnych Włoszech na granicy regionów Piemont i Dolina Aosty. Należy do masywu Alpy Biellesi.